# Sibe Mardešić
Sibe Mardešić (Bergedorf, próximo a Hamburgo, Alemanha, 20 de junho de 1927 - Zagreb, 18 de junho de 2016) foi um matemático croata.
Foi palestrante convidado do Congresso Internacional de Matemáticos em Helsinque (1978).

## Publicações selecionadas
- S. Mardesic; P. Papic (1955). «Sur les espaces dont toute transformation réelle continue est bornée». Hrvatsko Prirodno Društvo. Glasnik Mat.-Fiz. Astron. 10: 225–232
- Sibe Mardešić (1960). «On covering dimension and inverse limits of compact spaces». Illinois Journal of Mathematics. 4 (2): 278–291
- Sibe Mardešić; Jack Segal (1963). «e-mappings onto polyhedra». Transactions of the American Mathematical Society. doi:10.1090/s0002-9947-1963-0158367-x
- Sibe Mardešić; Jack Segal (1970). «Movable compacta and ANR-systems». Bull. Acad. Polon. Sci. Sér. Sci. Math. Astronom. Phys. 18: 649–654
- Sibe Mardešić; Jack Segal (1971). «Shapes of compacta and ANR-systems». Fundamenta Mathematicae. 72 (1): 41–59
- Sibe Mardešić (1973). «Shapes for topological spaces». General Topology and its Applications. 3 (3): 265–282. doi:10.1016/0016-660X(72)90018-9
- S. Mardesic (1978). "Shape theory". Proceedings of the International Congress of Mathematicians.
- S. Mardesic; J. Segal (1982). "Shape theory". Elsevier.